# 座布団

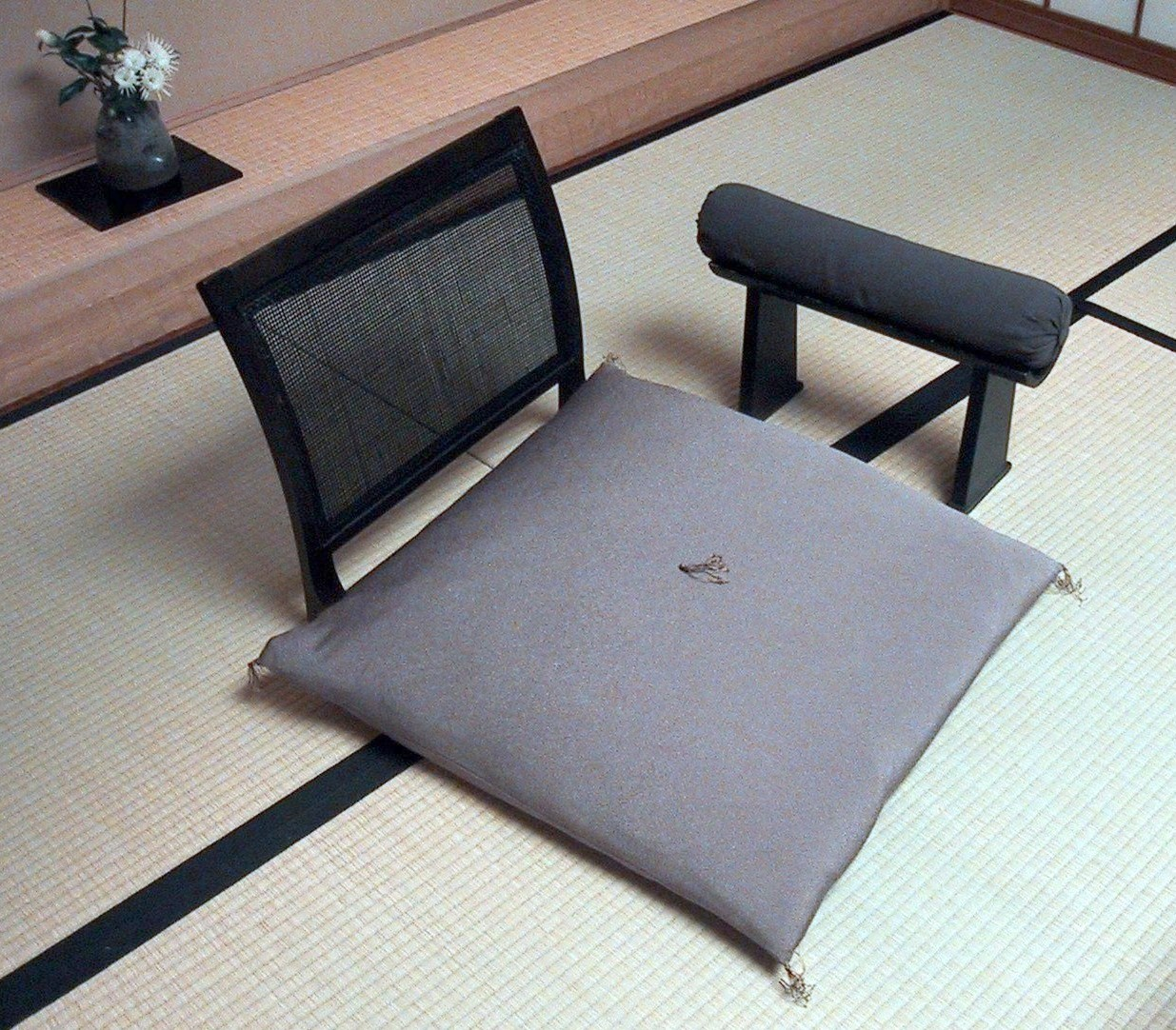
座椅子と座布団と脇息

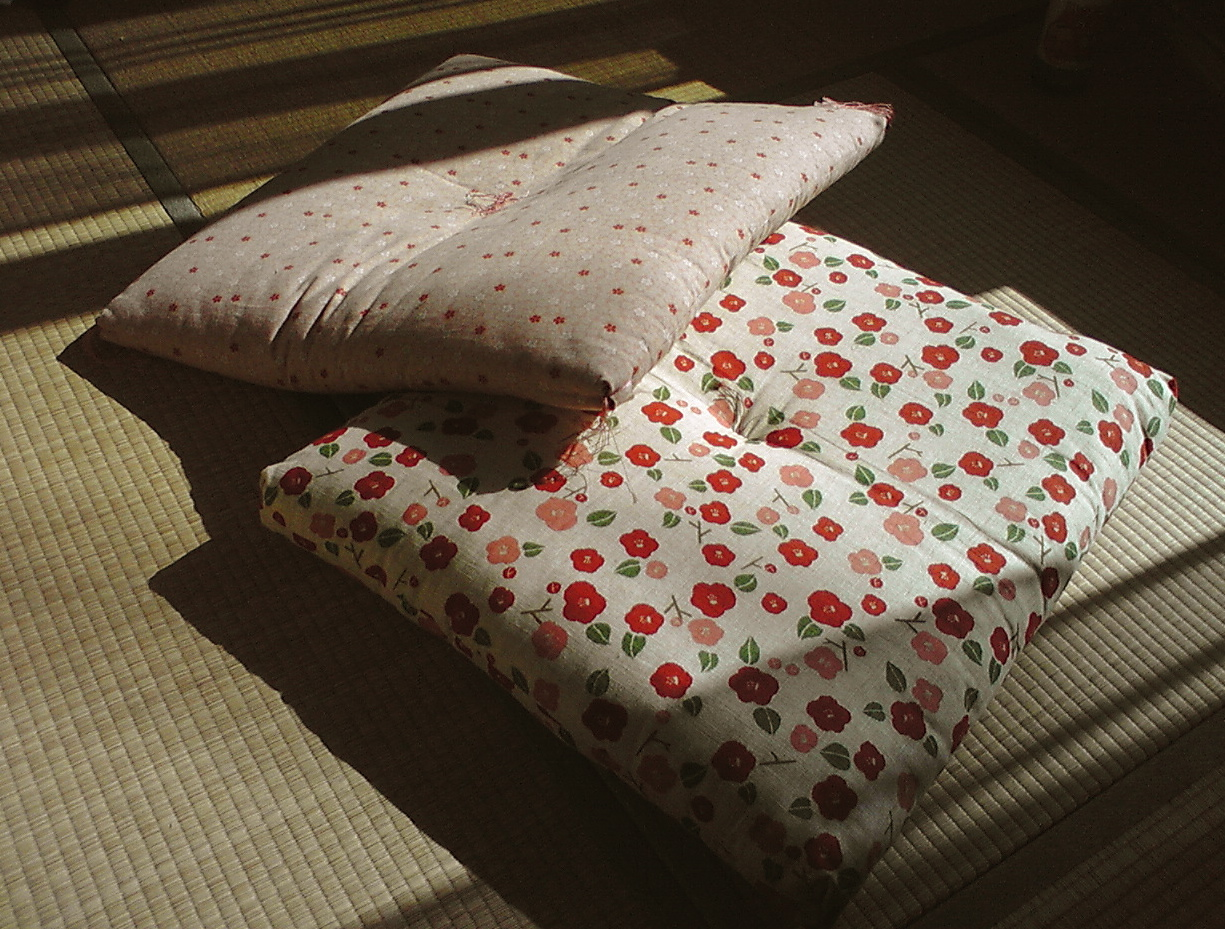
銘仙判の座布団

座布団（ざぶとん）とは、日本で床や畳の上に座る際に、臀部、膝、脚の下に宛がう調度品。厚さが数センチ程、一辺が数十センチ程の、ほぼ正方形をしており、寝具の布団を小さくしたような形状である。上に座ることを、座布団をあてるという。

## 概要
座布団にはその大きさによって、茶席判（ちゃせきばん、43cm×47cm）、木綿判（もめんばん、51cm×55cm）、銘仙判（めいせんばん、55cm×59cm）、八端判（はったんばん、59cm×63cm）、緞子判（どんすばん、63cm×68cm）、夫婦判（めおとばん、67cm×72cm）といった独特な名称がある。また日本工業規格 (JIS) では木綿判をSサイズ、銘仙判をMサイズ、八端判をLサイズと定めている。これらのうち一般に最も広く流通しているのが銘仙判（いわゆる団地サイズ）と八端判（いわゆる旧式サイズ）である。

## 座布団とクッション

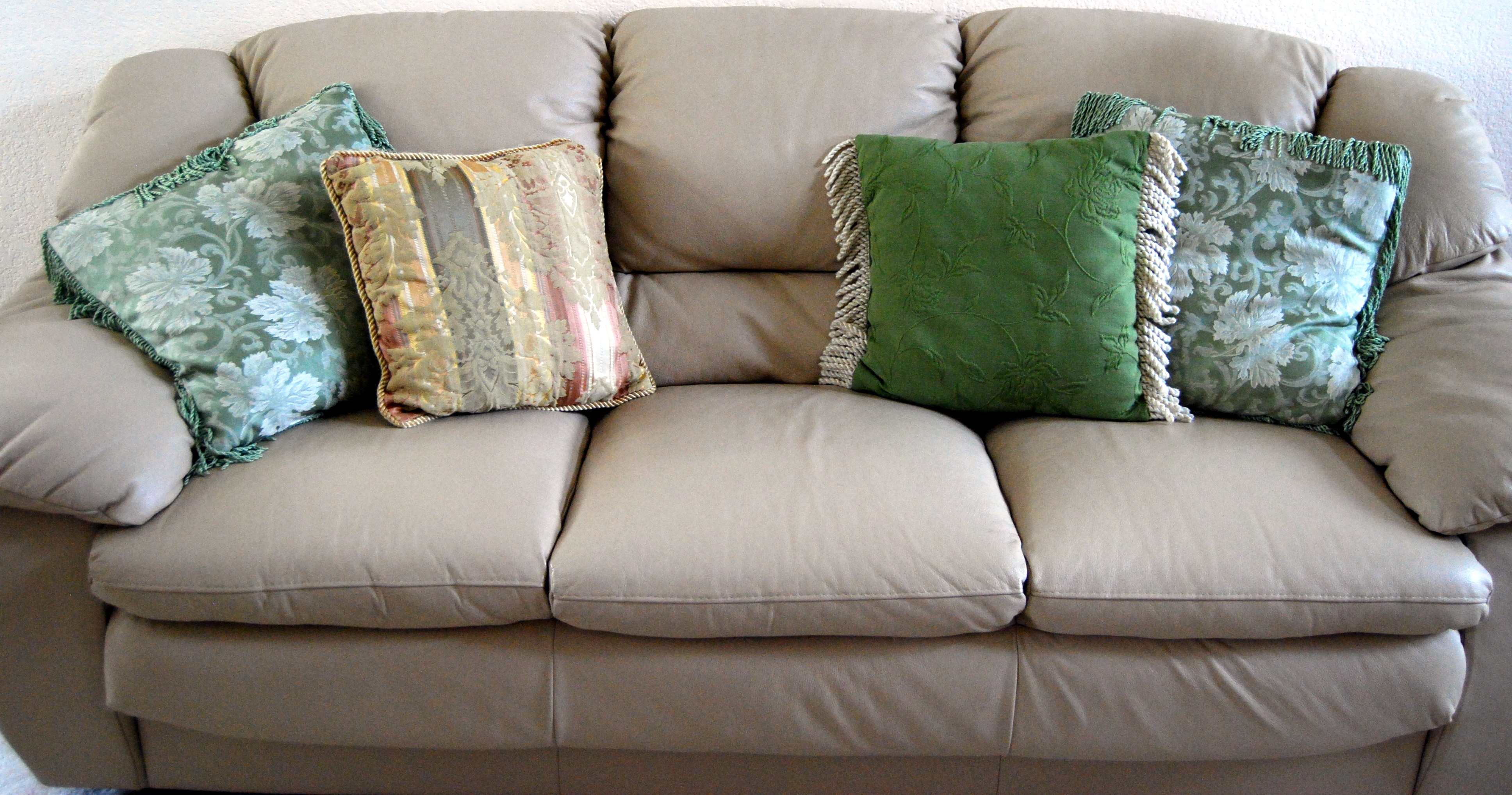
ソファとクッション

座る際に用いられる他、二つに折って簡易の枕にする・乳幼児を寝かせるための小型敷布団の代用品に用いる・落下物から頭を守る防具として用いる等、単純な道具だけに様々な活用方法がある。近年では日本人の生活様式の変化に伴い、椅子の上に乗せる様式も発達、椅子の形状に合わせて小型の製品も数多く登場している。
この日本の日常生活において用いられる用品は、布の袋に緩衝材となる綿やスポンジ等を入れて作られているが、欧米に見られるクッション (cushion) 程に弾力性は求められず、主に床面や畳に直に置かれ、その上に座る事で体温が床面によって奪われるのを防ぐために用いられる。欧米に見られるクッションとは、前出の求められる弾力性の違いもあって、用法にも一定の差が見られる。例えば、ソファ（カウチ）の上に置く背当てのような用法は少ない。

## 歴史

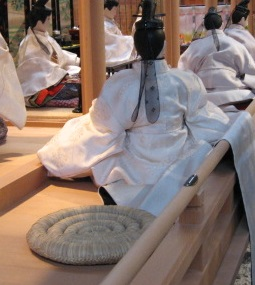
円座（風俗博物館）

座布団の成立は鎌倉時代ごろまで遡り、江戸時代中期には現在の形となって庶民にも広く普及したものの、古くは権力者や高僧などの権力の象徴として用いられた経緯がある。このため丁寧語として「御座布団」と呼ぶ事も在るが、この場合の御座布団では、宗教的行事などにおいて僧侶等が座る際に用いるための、特別に弾力性に富んでいたり装飾が施された物を指す場合がある。
なお鎌倉時代では茵（しとね）と呼ばれる小さな正方形の薄畳の周辺を飾り布で覆った物（今日でも百人一首の絵札に描かれた図の上でこれを見る事ができる）が用いられていた。これが後に円座（えんざ：イグサや藁を綱とし、円形・渦巻状に編み上げた物）のような持ち運びに簡便な道具に代わり、江戸時代中期に布の袋に綿を入れる様式となったとされる。
なお、市井に広まり始めた時期は大正時代以降、座布団生地の大量生産が可能になって庶民に行き渡った時期は第二次世界大戦終戦以降である。
1875年8月18日、鉄道寮は、神奈川県人渡井八太郎に、列車内の貸座ぶとん営業を許可した。

## 作法
元来、権力の象徴であった物から派生した長い歴史のある物である。この経緯から日本における作法の一環で相手を敬う意図により、現在でも来客に対して必ずといってよいほど提供される。客の側も、座布団を勧められる前にその上に座る行為は礼儀に反するとされることがある。勧められるまでは立ったままか座布団ではなく畳につま先を立てて正座（跪座）すると良いとされる。挨拶を済ませた後、勧められたら礼を述べて座る。
座布団は来客に対するもてなしとして用いられる訳だが、これを固辞することも礼を逸するとされる。しかし夏場などの季節によっては無い方が快適な場合もあり、勧める側も相手の意思を慮って無理に勧めないこともありえるなど、微妙な運用が求められると考えられる。
一般的な和室の作法では、座布団の正面は「縫い目の無い（目立たない）一辺」であるとされる。今日では座布団カバーなどに見られるファスナーが座る者から見て奥に成るのが望ましいだろう。なお裏表は中央の糸の房が飛び出している方が表、縫い目しか見えないのが裏であるが、日常の用に足す物では中央の房糸が無いものも見られる。そのような裏表の判別がつかない座布団は日常の用を足す物であるため、来客用と普段用を用意する必要もあるかもしれない。例外的に、自分の座っている座布団を新しい来客に譲るときは、裏表と関係なく自分の座っていた側とは裏側を出す。
座る側の作法としては、座布団を足で踏まず、まず座布団の下座側に跪座し、膝を生かして座布団の方へ45度体を向きかえる。座布団の中央まで膝行し、開き足で足を揃え、正座をする。座布団の横の位置に充分な空きが無い場合は、座布団手前から乗っても構わない。なお座布団の位置を手で動かすと、どうしても相手の用意の悪さを論うように見えるため、本来きちんと揃えられた座布団を座る位置にあわせて動かすのは避けた方が良いかも知れない。案内役の誘導に従って、座布団の置かれた位置に座るのが望ましいだろう。
なお室内の座る位置に関しては、一般的に出口に近い方ほど地位が低い者の場所（下座）とされ、奥の床の間飾りなどがある場所が上座となる。通常そのような上下関係がある席では、目上の者が座るまで待って座布団に座るのが一般的であるが、目上の者が遅れて来る場合は必ずしもその限りではない。なお無闇に謙って迎える側の誘導を無視して下座に陣取ると出口が近い事もあり「おまえの所は不快なのですぐ帰る」という意思表示に取られかねないため、注意が必要である。
立つ際には、座る時と逆の順序で立つ。この時も座布団を足で踏んではいけない。座布団は座る道具であるため、基本的には椅子の座席同様、その上に立つ行為は「あまり美しくない」といえよう。
勿論、あまり堅苦しくない席ではこのような配慮は必要無いが、普段から練習しておくと自然と身に付いて大事な席での失敗が避けられると思われる。
尋常ならざる謝意や謝罪の意、また恐縮や謙譲を表す場合、着座している座布団を外した上で平伏することが行われることもある。

## 変化
座布団は概要で述べたとおり、その単純な構造ゆえに様々に応用される。近年では日本人の生活が欧米化し、畳の上に座る機会が減り、椅子に座る機会が増えた訳だが、特に座席や背もたれの弾力性が足りない場合や、座席が冷たい場合などに、椅子の機能を追加する意図でこの座布団を用いる例が見られる。なお椅子に取り付けるためにゴムバンドが一辺に取り付けられた製品も存在している。
また第二次世界大戦末期に日本全土が大規模な空襲に見舞われたが、これへの対処策として2枚の座布団を組み合わせた防空頭巾で頭部や肩を落下物の衝突から保護した。水に浸すことで頭部を火災などの熱から守ることも出来たこの防空頭巾は、地震や火災などの災害時における防災頭巾として1970年代に復活した。今日この防災頭巾には丈夫な難燃性合成繊維ものが普及しており、また色彩も目立つ橙黄色のものが主流となっている。

## さまざまな座布団

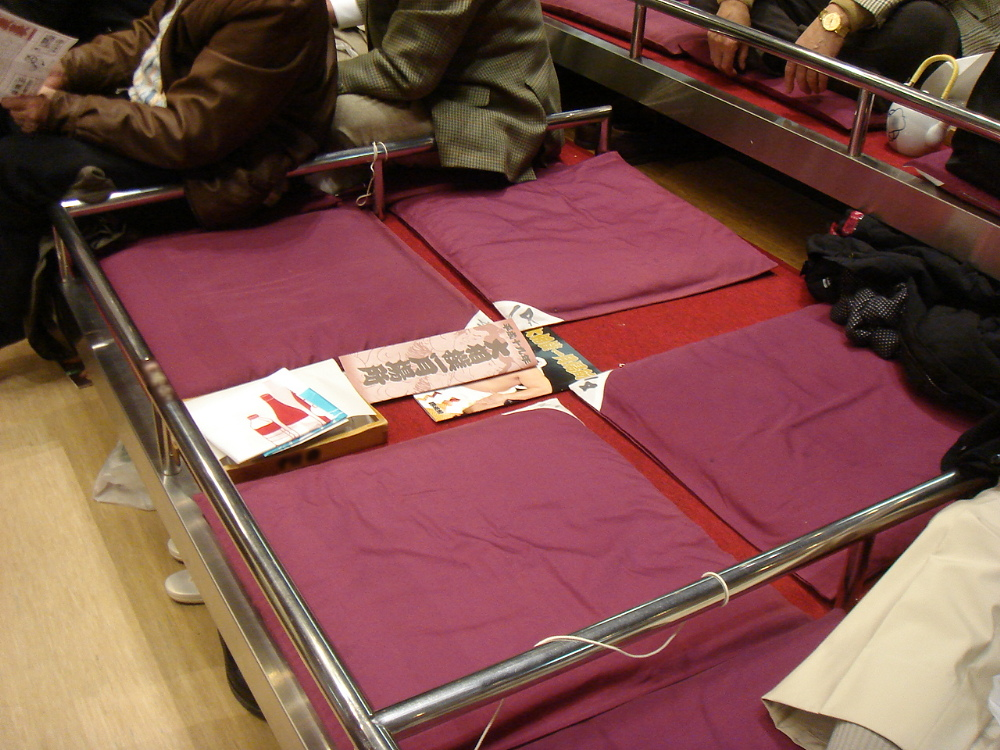
枡席（両国国技館）

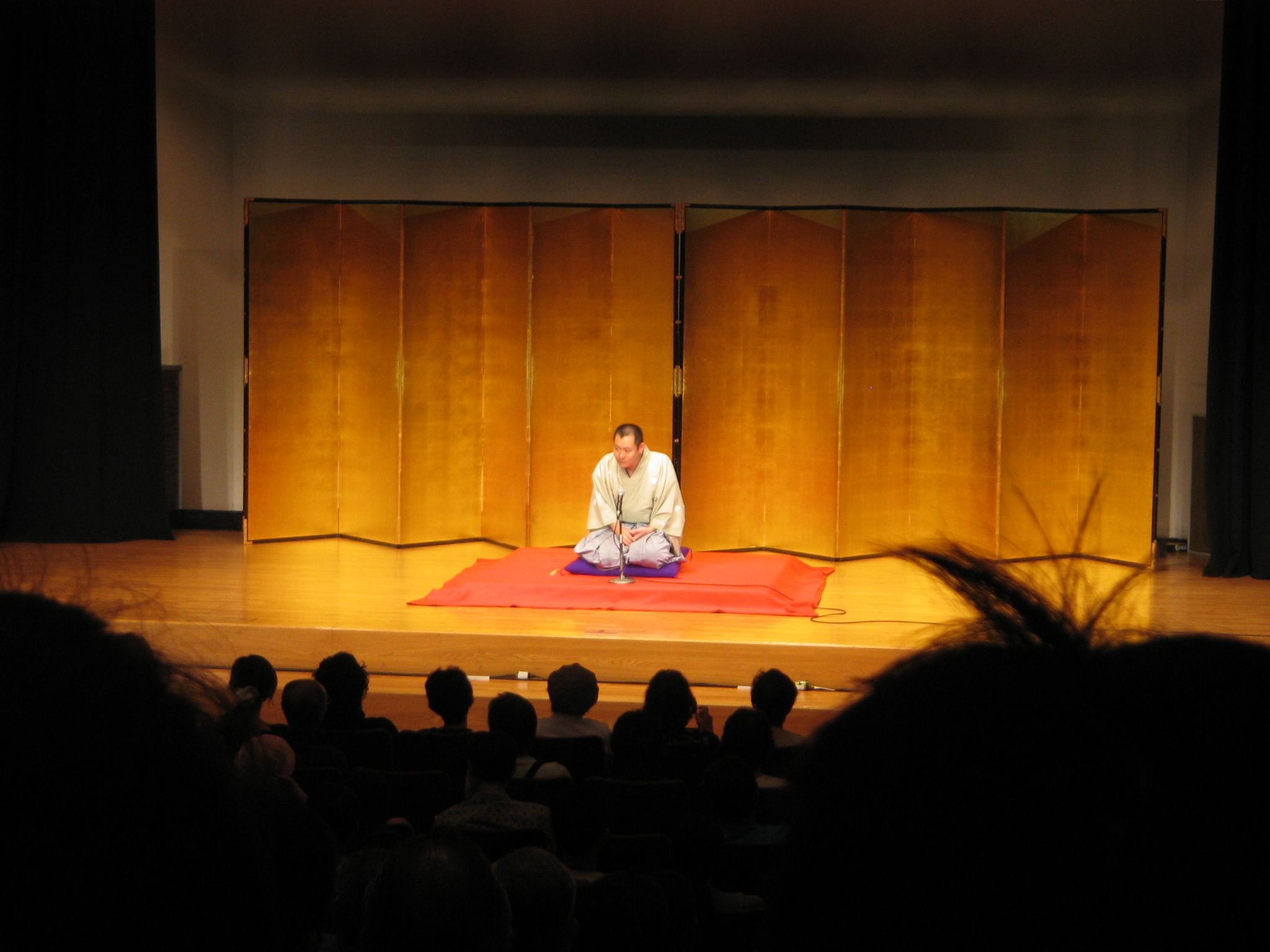
落語

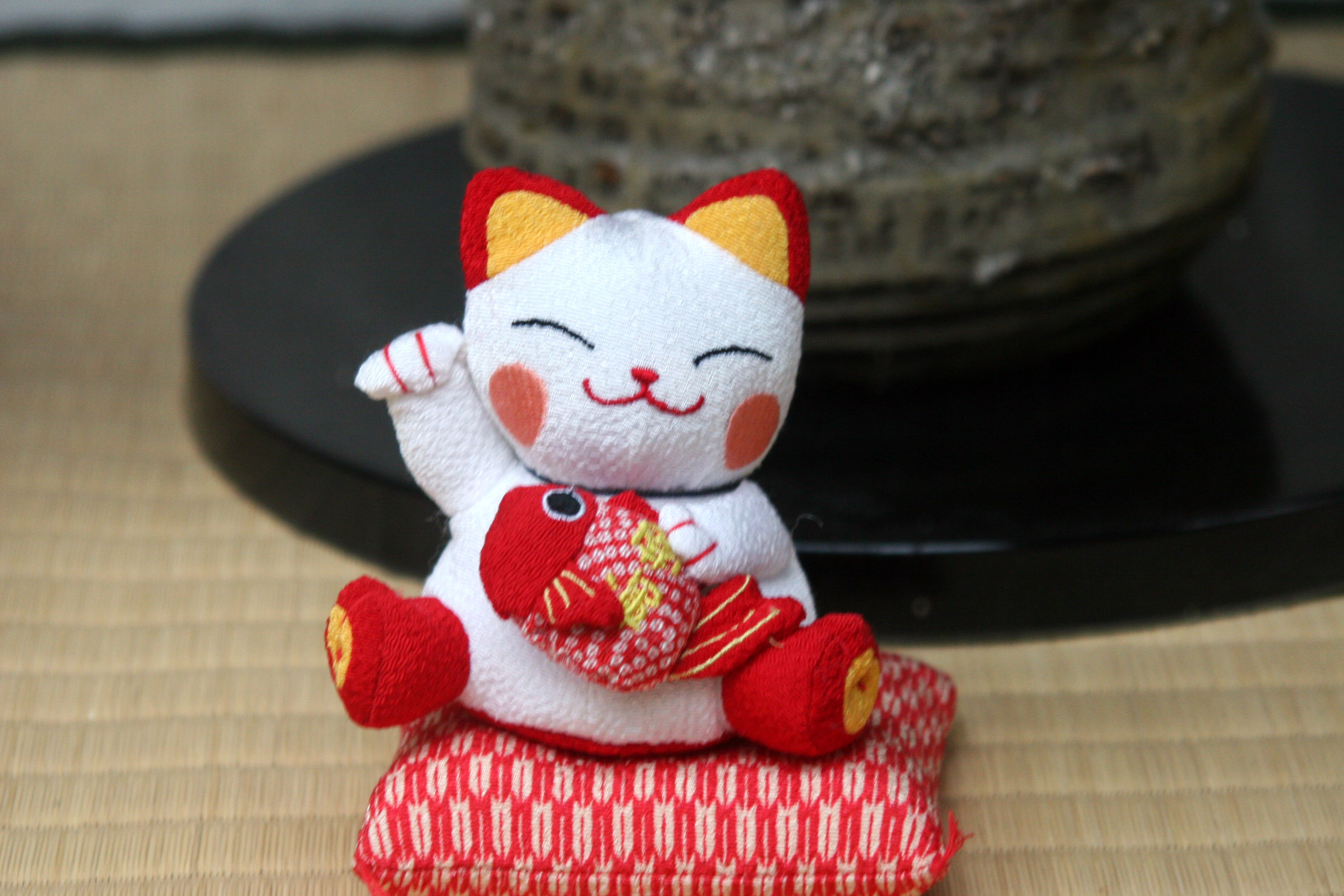
招き猫

控え座布団
大相撲で関取が土俵下に控える時に使う座布団。幕内力士は個人持ちの控え座布団を持つことが認められており、鮮やかな色の下地にはそれぞれの四股名が染め抜かれている。特に厚めに設えられた「夫婦判」（いちばん大きい型）を使い、これを二つ折りにして座るのが伝統。新入幕時に後援者から贈られる場合が多く、注文品のため完成まで1ヶ月かかる。
十両力士及び十両土俵入り後の取組に登場する幕下力士（幕下上位五番・十両力士と対戦する幕下力士）は共用の座布団となる。十両土俵入り前の取組に登場する幕下以下の力士は座布団の使用が認められず、畳に直座となる。
座布団の舞
大相撲で横綱が格下の力士に負けたときに、横綱への落胆と勝った力士への称賛の意味を込めて、桟敷席（升席）の観客が座布団を土俵に向かって投げる行為。以前は金星を提供してしまったときのみにこれが見られたが、最近では三役に負けてもほぼ例外なくこれが起るようになった。また、ごく稀に逆に横綱が勝って座布団を投げられた例もある。ただし、人に当たる危険を防止するため公には禁止され、たびたび場内アナウンスもされ、九州場所が開催される福岡国際センターでは投げ飛ばせないように二人分を連結した座布団が使用されている。
高座の座布団
落語で、最も簡略にして最も大切な舞台装置が、高座の中央にぽつんと置かれた座布団である。噺家が大きい仕草を交えた語りをしても安心して座っていられるよう、高座の座布団にも一番大きい「夫婦判」が使われている。
「大喜利」の重ね座布団
長寿番組『笑点』（日本テレビ）の中でも人気のコーナーが、設問に対して噺家が機智に富んだ回答で笑いの妙を競う「大喜利」。秀逸な回答をした者に得点のかわりに与えられるのが座布団で、これを10枚獲得すると豪華賞品がもらえる。逆に下らない回答をすると座布団を取り上げられる。10枚重ねた上に座っても倒れてしまうことがないよう、この座布団には薄めでしかも重めに特注したもの（中綿が通常の倍近く詰められ、さらに小さな座布団を1枚入れている。このため新品でも1枚2キロ。使っていくうちに湿気を吸って3キロ近くなる）が使われている。大きさも安定性を増すため67cm×77cmと通常の「夫婦判」より横幅が長く取ってある。なお、派生番組（『BS笑点』『笑点Jr.』→『笑点 特大号』）で行われる若手大喜利では、一回り小さいものが使用される。
この番組の浸透のため、一般の会話でも面白いことを言うと「山田君、座布団1枚!」等の表現を見ることがある。

## 器具の付属品
人間が座るわけではないが、器具を置くために用いられる座布団のような形状の付属品についても「座布団」と呼ばれることがある。
額座布団
額縁を額受の上に設置する際に用いられる三角形の座布団状の付属品。
木魚用座布団
木魚を置くための座布団。

## その他

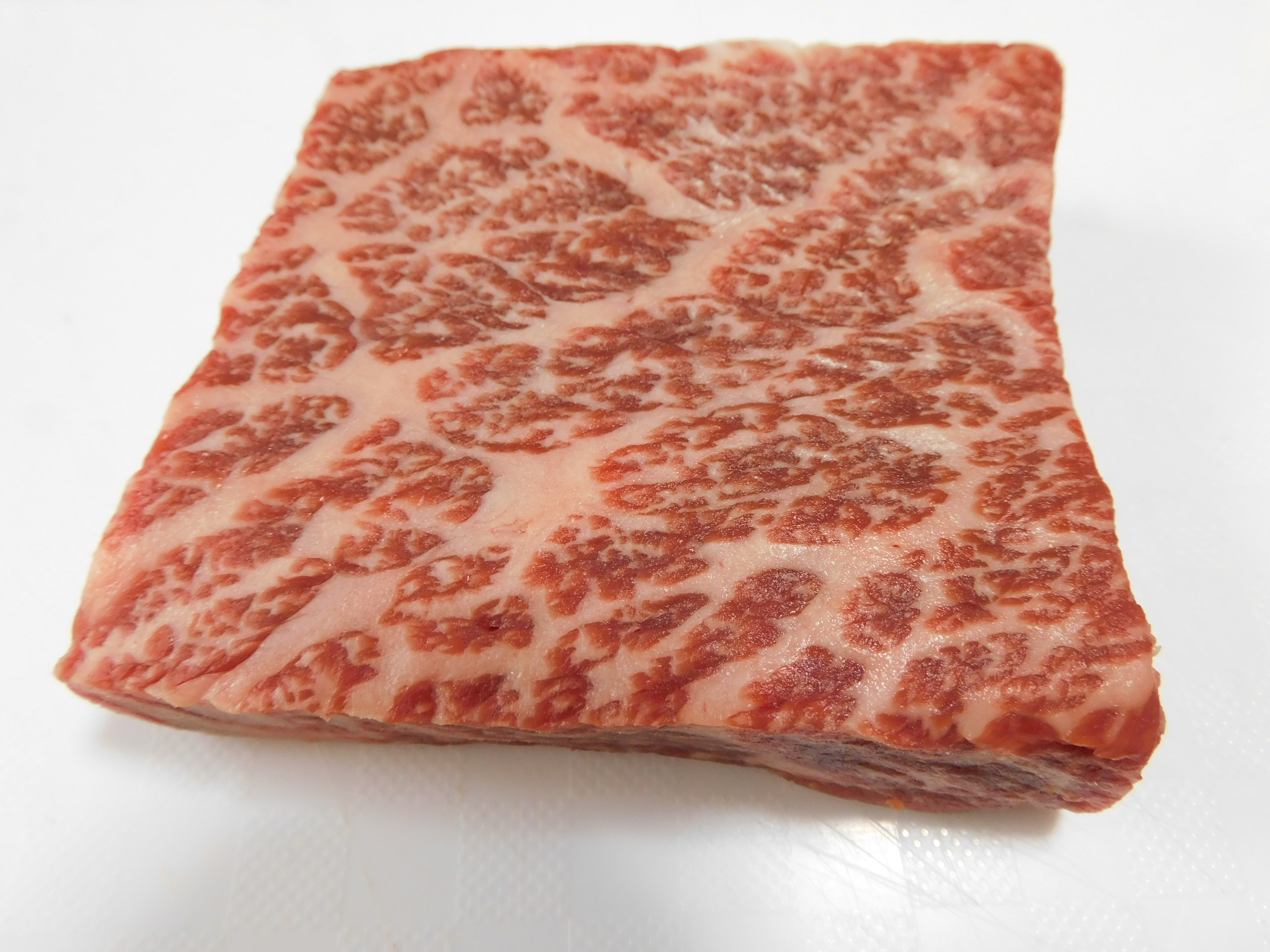
ザブトン

牛肉でザブトン（英表記：Chuck Flap）と呼ばれている部位がある。これは肩ロースのあばら骨側にある肉であり、切り出した部位の形状が座布団に似ていることからザブトンという名称が付けられた。